# Janusz Przymanowski
Janusz Przymanowski est un écrivain, poète, journaliste et scénariste polonais, traducteur de littérature russe, colonel de l'Armée populaire de Pologne, député de la 8e législature de la Diète de la République populaire de Pologne (pl) né le 20 janvier 1922 à Varsovie et mort le 4 juillet 1998 dans la même ville.
Il est l'auteur du roman Czterej pancerni i pies.

## Biographie
Il meurt le 4 juillet 1998 et est enterré au cimetière militaire de Powązki (section de cimetière C 11-3-10).

## Vie privée
Il s'est marié trois fois. Sa deuxième femme était Maria Hulewiczowa et sa troisième Aleksandra Przymanowska.

## Récompenses et distinctions

### Distinctions
- Croix d'argent du mérite
- 1946 : Ordre de la Croix de Grunwald de 3e classe
- 19 août 1946 : Croix de Chevalier de l'Ordre Polonia Restituta[4]
- 1947 : Croix de la Valeur
- 1956 : Croix d'or du Mérite
- 1965 : Ordre de la Bannière du Travail de la seconde classe
- 1968 : Ordre du Sourire
- 1973 : Médaille de la Commission de l'éducation nationale
- 1978 : Prix „Zasłużony Działacz Kultury” (pl)
- 1981 : Médaille "Pour la participation à la guerre défensive de 1939" (pl)[5]
- 1985 : Médaille du jubilé "Quarante ans de victoire dans la Grande Guerre patriotique 1941-1945". (pl)
- 1987 : Croix de Commandeur de l'Ordre Polonia Restituta
- 21 octobre 1988 : Croix d'honneur de la Fraternité chevaleresque du château de Bytom[6]
- 1988 : Ordre de l'Amitié des peuples